# Alejandro Montecchia
Alejandro Montecchia (ur. 1 stycznia 1972 w Bahía Blanca) – argentyński koszykarz, rozgrywający, mistrz olimpijski z Aten.
W Argentynie koszykarz grał w Olimpia Venado Tuerto oraz Boca Juniors. W 1999 wyjechał do Europy, gdzie najpierw trzy sezony spędził we włoskiej Viola Reggio Calabria, a przez kolejne trzy był zawodnikiem Valencia BC. Karierę na starym kontynencie kończył w Armani Jeans Mediolan. Obecnie gra w Regatas w Argentynie.
Przez wiele lat był członkiem seniorskiej reprezentacji Argentyny. Może się poszczycić złotym medalem olimpijskim z Aten i srebrnym medalem Mistrzostw Świata w Koszykówce Mężczyzn 2002.